# Husqvarna WR
Le Husqvarna WR erano le motociclette preparate per l'enduro europeo con motore a due tempi, derivate dalla versione cross (Husqvarna CR) e preparate dalla stessa casa. Dal 1992 al 1996 i WR e CR da esportazione venivano chiamati rispettivamente "WXE" e "WXC", poi "WR - USA".
Questo motociclo viene spesso confuso con l'Husqvarna WRE, prodotta nella sola cilindrata 125cc. Tuttavia, pur avendo un nome simile, il WRE era una "dual", ovvero destinata ad un uso misto città/fuoristrada leggero che aveva come target la giovane clientela sedicenne, come affermava una pubblicità: "125 WRE Husky Dual. Per andarci a scuola, dimenticatevi che è campione del mondo di enduro '93". Adottava soluzioni più improntate all'uso pratico, come miscelatore automatico, pedane per il passeggero e frecce, queste ultime optional sul WR.
La gamma enduro motorizzata 4 tempi, dal 1987 viene denominata Husqvarna TE.
La produzione WR può essere suddivisa in due periodi, quello svedese e quello italiano. Le Husqvarna venivano infatti prodotte in Svezia fino al 1987, anno in cui il gruppo MV Agusta acquisì Husqvarna, spostando l'intera produzione a Varese. Nel 2008 venne venduta a BMW e nel 2013 a KTM, che spostò la produzione chiudendo gli stabilimenti varesini (dove ora vengono prodotte le SWM).

## Attività agonistica
Le Husqvarna WR vinsero vari campionati mondiali di enduro:
| Anno | Modello | Pilota          |
| ---- | ------- | --------------- |
| 1991 | WR 250  | Kari Tiainen    |
| 1995 | WR 125  | Petteri Silvan  |
| 2000 | WR 250  | Stefan Merriman |
| 2001 | WR 125  | Petteri Silvan  |
| 2002 | WR 125  | Petteri Silvan  |
| 2002 | WR 250  | Samuli Aro      |

## Modelli non più prodotti nella versione cross
Dal 1990 con la serie WR si continuava la produzione di modelli non più proposti nella versione cross, come:

La "Husqvarna CR 430", ritornata alla cilindrata 400 d'origine e rinominata "Husqvarna WR 400", che poi muterà nuovamente in 360 nel 1992 prendendo il nome di "Husqvarna WR 360", prodotta fino al 2002. Nel 2008 riprese la produzione della cilindrata 300 con il nome di "Husqvarna WR 300". 
Anche la 250 da cross (CR 250) dal 2006 al 2013 è stata prodotta solo in versione enduro (WR 250).

Nel 1992 con il cambio di cilindrata della WR 400 s'introduce il sistema allo scarico H.T.S. (Husqvarna Torque System), derivato dal C.T.S. (Cagiva Torque System) adottato sulle WMX e WRX.

## Valvola di scarico H.T.S.

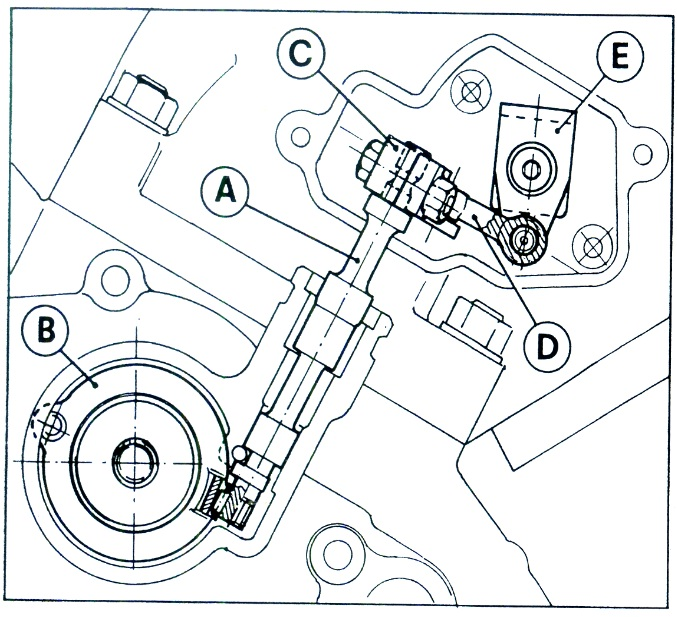
Fig.1 - La valvola è comandata da un regolatore centrifugo posizionato sul lato destro del motore, che tramite il suo ingranaggio (B) aziona la valvola mediante un sistema di leveraggi composto da un alberino di rinvio (A), da una leva (C), infulcrata sul detto alberino, da una leva di collegamento (D) e da un'altra leva di comando (E) infulcrata sul mozzo della semivalvola destra.

Dopo l'acquisizione del 1987, Cagiva riversò tutto il suo know-how acquisito in ambito crossistico con le WMX sulla nuova serie di Husqvarna CR. Così, fino al 1994, le Husqvarna WR/CR 125 adottavano soluzioni tecniche molto vicine alle Cagiva. Nel 1994 venne presentata la nuova gamma cross-enduro di Husqvarna, con telaio e motore completamente nuovi. Il motore vedeva un nuovo sistema di valvola di scarico H.T.S. (Husqvarna Torque System). 
Le valvole parzializzatrici sui due tempi nascono per garantire un funzionamento ottimale a tutti i regimi, cercando di sopperire alla tipica carenza di coppia ai bassi regimi di questo tipo di motori, andando a variare l'apertura della luce di scarico; l'H.T.S. adottata sul 125 del '95-96, rappresentata e descritta in Fig.1, veniva progettata per aprire a 6800±200 rpm. Questo sistema venne adottato per i modelli WR e CR 125 del 1995 e del 1996. Successivamente nel 1997 il motore venne rivisto e vennero apportate alcune modifiche, fra cui un aggiornamento della valvola H.T.S., destinata a rimanere in produzione con questa configurazione sino al 2013. Ora la doppia valvola, sempre comandata da un regolatore centrifugo, apriva a 7500±200 rpm.
Per quanto riguarda invece il modello "dual", il WRE 125 nato nel 1995 (e successivamente affiancato nel 1998 dalla versione motard, l'SM) la valvola di scarico H.T.S. era comandata elettronicamente da un motorino che azionava due cavi metallici collegati alla valvola. Nel 2008, dopo l'acquisizione di Husqvarna da parte di BMW, la pompa dell'olio (il miscelatore) passò da meccanica ad elettronica, mentre il sistema H.T.S. a comando elettronico fu abbandonato in favore di quello meccanico tradizionale analogo a quello adottato dal WR/CR.
Sul WR/CR 250 il sistema H.T.S. rimase a doppia valvola (simile al C.T.S. della Cagiva WMX/WRX 250) fino al 1999, quando divenne a singola valvola centrale regolabile in chiusura ed in apertura. Rivisitato nel 2001 (venne cambiata la forma della valvola ed altri dettagli), permetteva un'apertura a circa 6200 rpm.
Il WR/CR 360 del 1992 impiegava un sistema a valvola singola, ma dall'anno successivo adottò un sistema a doppia valvola simile a quello del 250, rimasto invariato fino all'uscita dai listini, avvenuta nel 2003.